# Augusto Franco
Augusto do Prado Franco (Laranjeiras, 4 de setembro de 1912 — Aracaju, 16 de dezembro de 2003) foi um médico, empresário e político brasileiro com atuação em Sergipe.

## Atuação profissional
Filho de Augusto Leite Franco e de Adélia do Prado Franco. Tal como o pai, graduou-se em Medicina em 1937 pela Universidade Federal da Bahia com curso de Otorrinolaringologia no Hospital São Francisco de Assis no Rio de Janeiro, então Distrito Federal. Descendente de uma família cujo poderio advinha da indústria do açúcar, dirigiu a Usina Central Riachuelo, duas fábricas de tecido e uma empresa agropecuária. Com o tempo expandiu seus negócios para o ramo das comunicações ao fundar a Rádio Atalaia, a TV Atalaia e o Jornal da Cidade em Aracaju. Presidente do do Sindicato dos Produtores de Açúcar de Sergipe (1963-1969), foi também delegado da Confederação Nacional da Indústria.

## Carreira política
O primeiro membro de seu clã a obter um mandato eletivo foi seu irmão, Walter do Prado Franco, eleito senador pela UDN em 1945 e nessa condição ajudou a elaborar a Constituição de 1946. Com a deposição do presidente João Goulart e a instauração da Regime Militar de 1964, foi imposto o bipartidarismo e Augusto Franco entrou no partido governista ARENA, sendo eleito deputado federal em 1966 e senador em 1970. Preterido por José Rollemberg quando o presidente Ernesto Geisel escolheu o novo governador de Sergipe em 1974, foi escolhido governador pelo próprio Geisel em 1978.
Em novembro de 1979 o Congresso Nacional aprovou projeto restaurando o pluripartidarismo e Augusto Franco ingressou no PDS, o novo partido governista. Renunciou ao mandato por ocasião das eleições de 1982 e foi eleito para o seu segundo mandato de deputado federal com a maior votação proporcional do país. Ausente da votação da Emenda Dante de Oliveira, foi aclamado presidente do PDS em meio a crise deflagrada com a renúncia do senador José Sarney. No Colégio Eleitoral votou em Paulo Maluf que foi derrotado por Tancredo Neves. Seu último ato político foi a filiação ao PFL visto que não disputou a reeleição em 1986. Com o passar dos anos assumiu a presidência da Fundação Augusto Franco, sendo que a sede do governo sergipano foi rebatizada em sua homenagem.
Pai de 9 filhos(as), entre os quais os políticos Albano Franco, Antônio Carlos Franco, Walter Franco e César Franco.